# Bedan (manzana)
Bedan es el nombre de una variedad cultivar de manzano (Malus domestica). 
Una variedad de manzana originaria de Normandía, la manzana para sidra 'Bedan' (o Bedange) produce manzanas de tamaño mediano de un hermoso amarillo con manchas rojas. Tardía, sus frutos maduran a finales de noviembre, y le va bien los climas frescos USDA Hardiness Zones 5. Esta manzana de sidra tiene una pulpa blanca más bien seca con un sabor encuadrado en el grupo "Agridulce".

## Sinónimos
- "Ameret",
- "Bédan de Sainte-Hilaire",
- "Bédan de Saint-Martin",
- "Bedane",
- "Bedange",
- "Bédange blanc",
- "Bedangue",
- "Bedon",
- "Bee d'Ane",
- "Bee d'Angle",
- "Berdan",
- "Beurdan",
- "Calotte",
- "Doux d’Appili",
- "Petit doux de Bretagne".

## Historia
'Bedan' una popular manzana de sidra agridulce de Normandía en uso desde la Edad Media. Se puede utilizar para sidra monovarietal o en mezcla. Esta variedad de manzana, de sidra tiene una pulpa blanca bastante jugosa con un sabor encuadrado en el grupo "Agridulce". Esta variedad de manzana ha sido cultivada en la región de Calvados del noroeste de Francia desde la Edad Media. Fechado en 1363.

## Características
'Bedan' árbol de extensión erguida, de vigor moderadamente vigoroso, portador de espuela. Presenta vecería. Tiene un tiempo de floración que comienza a partir del 28 de abril con el 10% de floración, para el 3 de mayo tiene una floración completa (80%), y para el 9 de mayo tiene un 90% caída de pétalos.
'Bedan' tiene una talla de fruto de pequeño a mediano; forma redondo aplanada; con nervaduras débiles; epidermis con color de fondo amarillo verdoso, con un sobre color rojo anaranjado, importancia del sobre color medio, y patrón del sobre color chapa presentando la piel veces levemente ruborizado en la cara expuesta al sol y marcado con  lenticelas oscuras muy pequeñas, "russeting" (pardeamiento áspero superficial que presentan algunas variedades) de bajo a medio; cáliz pequeño y parcialmente abierto, colocado en una cubeta de medio a profundo que está rodeada por cinco o seis botones; pedúnculo corto y robusto, generalmente colocado en una cavidad amplia y profunda, a menudo con una red de "russeting" pardo-rojizo en la superficie de la manzana; carne es de color blanca, firme. Sabor algo seco y bien perfumado, aunque amargo. El jugo es profundamente ámbar cuando se extrae por primera vez.
Manzana de maduración tardía para cosechar a finales de noviembre. Debe dejarse colgando el mayor tiempo posible, pero recogido antes del inicio de las temperaturas bajo cero para obtener la mejor calidad. Aguanta más de 5 meses conservada en fresco.

## Usos
Ampliamente utilizado para el componente agridulce de la sidra de manzana de Normandía. También se ubica como una de las 30 variedades de manzanas para sidra que se pueden usar en la elaboración de Calvados.
La variedad le da a la sidra un sabor a clavo. La sidra es buena, delicada y de gran calidad. La manzana se puede comer cocida.

## Jugo
Jugo ámbar. El mosto es dulce, fragante, tiene un olor propio y es muy oscuro cuando se prensa por primera vez, pero se vuelve pálido durante la fermentación. 
- Encuadrado en el grupo "Agridulce", ºBrix: 18.0. Densidad : 1050 kg/m3 (a 20 °C)
- Gravedad específica: 1.074
- Principios útiles contenidos en un kg de jugo :
- Azúcar alcohólica por kg :
- Rendimiento alcohólico : 7,5°
- Taninos : 2,70 g
- Acidez evaluada : 1,89 g[4][5]

## Ploidismo
Diploide, aunque es auto estéril, polinizar con el polen del Grupo de polinización: H, Día 29.